# Гайолуэс
Гайолуэс (индон. Gayo Lues) — округ в провинции Ачех. Административный центр — город Блангкеджерен.

## История
Округ был выделен в 2002 году из округа Юго-Восточный Ачех.

## Население
Согласно переписи 2008 года, на территории округа проживало 74 151 человек.

## Административное деление
Округ Гайолуэс делится на следующие районы:
- Блангкеджерен
- Кута-Панджанг
- Пининг
- Рикит-Гайб
- Терангон
- Путри-Бетунг
- Бланг-Пегайон
- Дебун-Геланг
- Бланг-Джеранго
- Трипе-Джая
- Пантан-Чуача